# Fredede bygninger i Samsø Kommune
Denne liste over fredede bygninger i Samsø Kommune viser alle fredede bygninger i Samsø Kommune, bortset fra kirker. Listen bygger på data fra Kulturarvsstyrelsen.